# Kurt Russell
Pour les articles homonymes, voir Russell.
Kurt Russell [kɝt ˈɹʌsəl] est un acteur américain, né le 17 mars 1951 à Springfield, ville du sud-ouest du Massachusetts.
Il a notamment tourné à cinq reprises avec le réalisateur John Carpenter, d'abord dans le téléfilm Le Roman d'Elvis (1979) dans lequel il incarne Elvis Presley, puis dans New York 1997 (1981) dans lequel il incarne Snake Plissken, rôle qu'il reprend dans Los Angeles 2013 (1996), ainsi que dans The Thing (1982) et Les Aventures de Jack Burton dans les griffes du Mandarin (1986). Il apparaît aussi dans Tango et Cash (1989), Backdraft (1991), Tombstone (1993), Bone Tomahawk (2016) et tourne à trois reprises avec Quentin Tarantino (Boulevard de la mort en 2007, Les Huit Salopards en 2015 et Once Upon a Time… in Hollywood en 2019).
À la fin des années 2010, il intègre deux grosses franchises hollywoodiennes, participant à la série des Fast and Furious dans laquelle il incarne M. Nobody dans les septième (2015), huitième (2017) et neuvième volets (2021), et à l'univers cinématographique Marvel dans lequel il incarne Ego dans Les Gardiens de la Galaxie Vol. 2 (2017).

## Biographie

### Enfance, formation et débuts
Kurt Russell est le fils de Bing Russell, un ancien champion de baseball devenu scénariste et acteur, qui a joué le rôle du shérif adjoint de la série Bonanza pendant quatorze ans.
Suivant les traces de son père, il se passionne à la fois pour le baseball et le cinéma. À dix ans, il enchaîne les téléfilms et les séries, en apparaissant dans une dizaine d'épisodes de la série Le Fugitif (1963-1967), Des agents très spéciaux (1964-1968), Daniel Boone (1964-1970) et Le Virginien (1965). Il est la vedette de la série Les Voyages de Jaimie McPheeters (1963-1964), un western.
En 1966, il obtient son premier rôle au cinéma dans un film des studios Disney, Demain des hommes (1966) puis joue dans L'Ordinateur en folie (1969). Il signe alors un contrat de 10 ans avec le studio Disney, devenant l'un des acteurs vedettes du studio à l'instar de Tommy Kirk ou Dean Jones, et joue dans plusieurs films dont Un singulier directeur (1971) ou Pas vu, pas pris (1972) jusqu'en 1975 avec L'Homme le plus fort du monde.

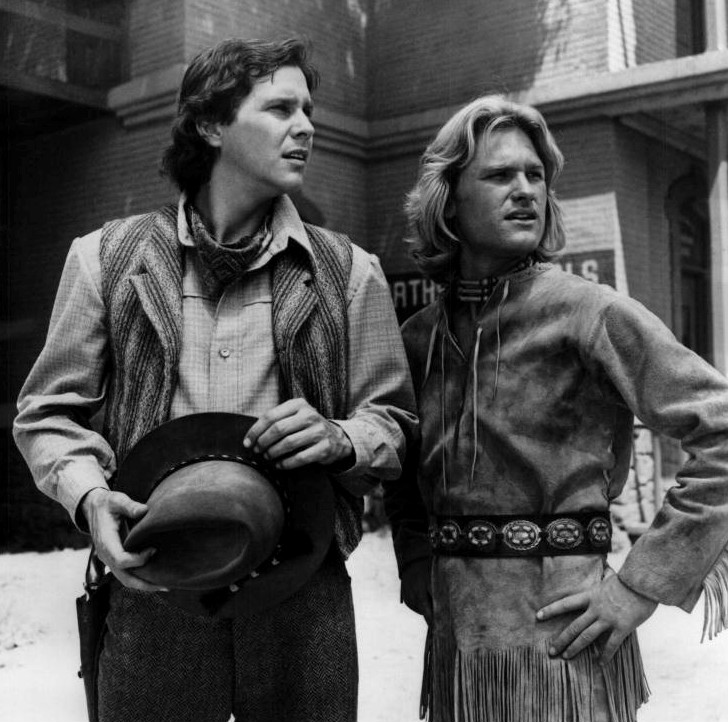
Tim Matheson et Kurt Russell dans The Quest (1976).

Sa collaboration pour Disney est renforcée par une rumeur aux allures de légende urbaine, selon laquelle le fameux fondateur de l'entreprise aurait griffonné son nom sur un bout de papier juste avant son décès,, ce qu'a confirmé Kurt Russel.
Parallèlement, l'acteur joue au baseball avec une équipe affiliée au California Angels en ligue mineure.

### Carrière
Lassé de l'image de jeune homme sympathique, sain et athlétique qu'il s'est forgée dans les studios Disney, Kurt Russell décide de quitter la maison de production pour construire sa carrière.

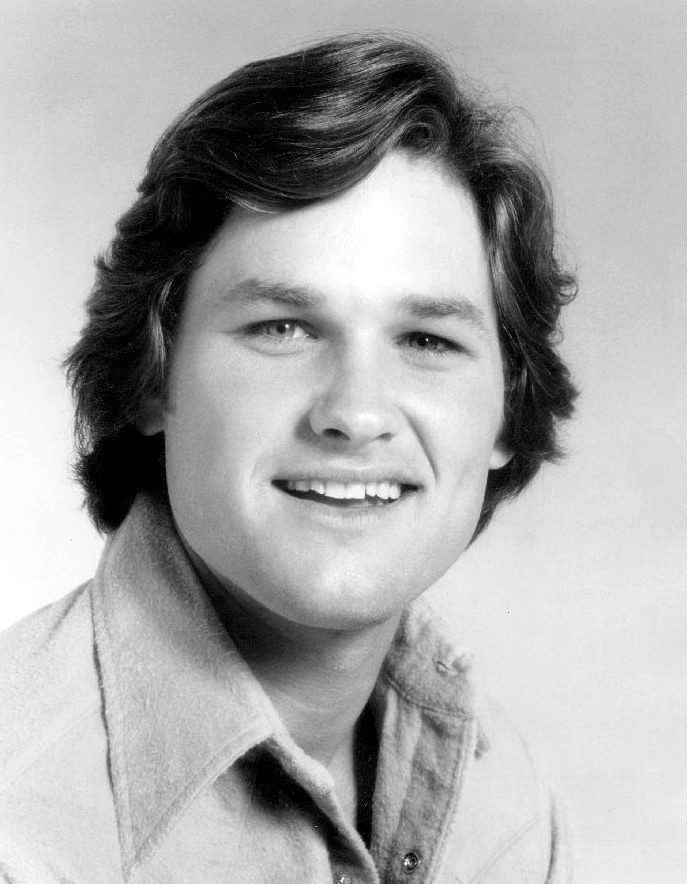
Kurt Russell en 1974.

Les premières années sont alors difficiles ; comme beaucoup d'acteurs qui débutent, il a du mal à entrer dans le monde fermé du cinéma. Il se rabat de fait sur la télévision, ce qui lui permet de tourner de nombreux téléfilms dont notamment : La Recherche des Dieux (1975), Le Miracle de la mine (1977) de Jud Taylor ou encore Amber wave (1980) de Joseph Sargent.
C'est la rencontre avec le réalisateur américain John Carpenter qui lance véritablement sa carrière, ce dernier lui faisant incarner Elvis Presley dans le téléfilm culte Le Roman d'Elvis (1979). Cette collaboration se renouvelle à quatre reprises.
En 1980, John Carpenter réalise New York 1997, un film d'anticipation sombre et apocalyptique qui devient un succès mondial. Il confie à Kurt Russell le rôle du très charismatique Snake Plissken, un ancien héros de guerre reconverti en hors-la-loi qui se voit contraint de collaborer avec la police pour sauver le président des États-Unis dont l'avion s'est écrasé sur Manhattan transformé en prison géante.
En 1982 dans The Thing, un classique de l'épouvante, il se retrouve dans une mission polaire, confronté à un phénomène inexplicable qui aboutit à la mort de ses collaborateurs. Puis il tourne avec le même réalisateur dans Les Aventures de Jack Burton dans les griffes du Mandarin en 1986, un film fantastique, véritable hommage au réalisateur hongkongais Tsui Hark. Enfin, il renoue avec le mythique Snake Plissken pour Los Angeles 2013 en 1996, la suite du premier épisode. Il participe d'ailleurs au scénario et à la production du film.
Entre-temps, il est remarqué par d'autres réalisateurs qui font appel à lui : Ron Howard lui confie en 1990 un rôle principal dans Backdraft et Roland Emmerich dans Stargate, la porte des étoiles en 1994. Il obtient aussi quelques succès commerciaux dans des films d'action à grosse distribution comme Tequila Sunrise de Robert Towne en 1988 avec Michelle Pfeiffer et Mel Gibson. En 1989, c'est dans Tango et Cash d'Andrei Konchalovsky avec Sylvester Stallone et en 1993 c'est dans Tombstone de George Pan Cosmatos avec Val Kilmer.
Après Breakdown de Jonathan Mostow en 1997 et Soldier de Paul Anderson en 1999, l'acteur apparaît moins sur les écrans. Il faut attendre ses performances de braqueur fan du King dans Destination : Graceland et de psychiatre dans Vanilla Sky, deux films sortis en 2001, pour de nouveau le voir surfer sur la vague du succès.

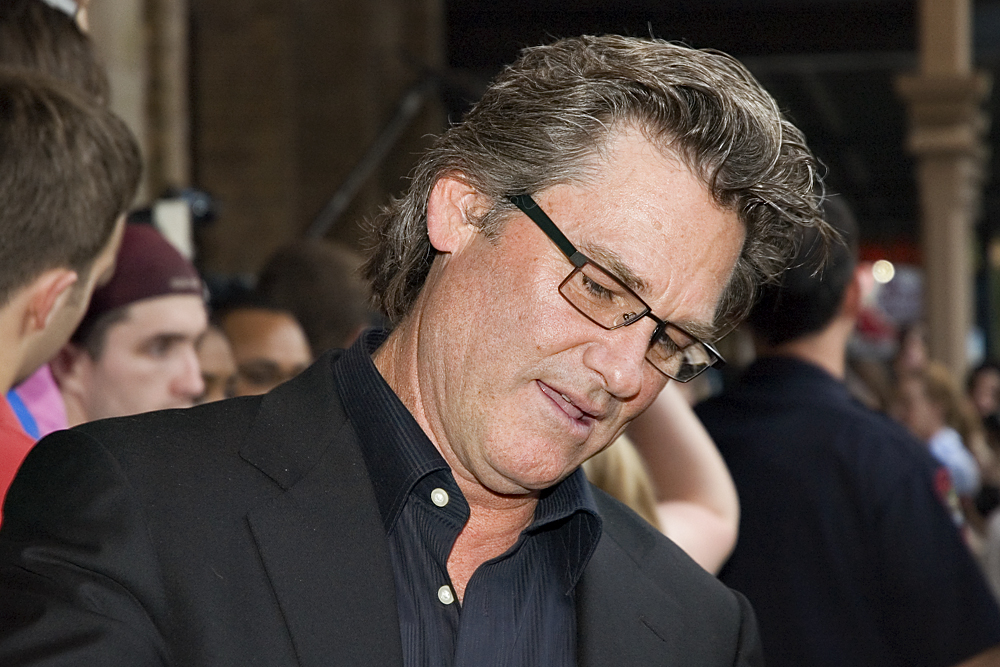
Kurt Russell en 2007.

Plus convaincant dans le Dark Blue de Ron Shelton, en 2003, et le remake Poséidon de Wolfgang Petersen en 2006 que dans L'École fantastique en 2005, il rallie le clan Tarantino pour interpréter sous sa direction le psychopathe Stuntman Mike dans Boulevard de la mort (Death Proof), un segment du diptyque horrifique Grind House sorti en 2007. Il devait retrouver Quentin Tarantino pour un rôle dans Django Unchained,suite du désistement de Kevin Costner, son acolyte dans Destination : Graceland, mais il y renonce aussi.
Il joue dans d'autres films dont Touchback, un film de science-fiction de 2012 sorti directement en DVD, la comédie canadienne The Art of the Steal, sortie en 2013, et le film Fast and Furious 7 sorti en 2015 où son personnage est un rôle écrit à la base pour Denzel Washington. Puis il incarne le chasseur de primes John Ruth dans Les Huit Salopards, un film de Quentin Tarantino sorti en 2015. Et en février 2016, il est annoncé au casting du film Les Gardiens de la Galaxie Vol. 2 sorti en 2017.

### Vie privée
Kurt Russell a été marié à l’actrice Season Hubley (en) de 1979 à 1983 avec qui il a un fils, Boston Russell.
Il est en couple avec Goldie Hawn depuis 1983. Ils ont un fils, Wyatt Russell, né le 10 juillet 1986. Il est le beau-père des enfants de Goldie : l'actrice Kate Hudson et l'acteur Oliver Hudson.
Il est aussi un membre du Parti libertarien.

## Filmographie

### Cinéma

#### Années 1960
- 1963 : Blondes, brunes, rousses (It Happened at the World's Fair) de Norman Taurog : l'enfant qui frappe Mick (non crédité)
- 1965 : Le Californien (Guns of Diablo) de Boris Sagal : Jamie McPheeters
- 1966 : Demain des hommes (Follow Me, Boys!) de Norman Tokar : Whitey
- 1968 : The One and Only, Genuine, Original Family Band de Michael O'Herlihy : Sidny
- 1968 : Le Cheval aux sabots d'or (The Horse in the Gray Flannel Suit) de Norman Tokar : Ronnie Gardner
- 1969 : Guns in the Heather (en) de Robert Butler : Rich
- 1969 : L'Ordinateur en folie (The Computer Wore Tennis Shoes) de Robert Butler : Dexter Riley

#### Années 1970

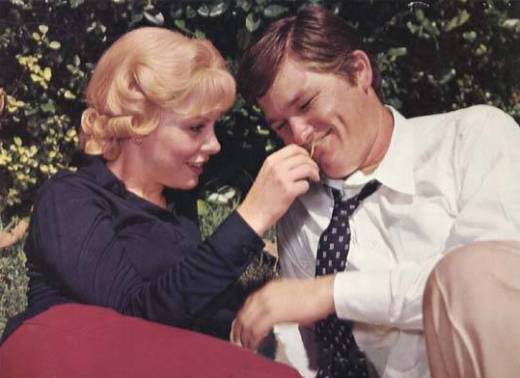
Kurt Russell et Kathleen Cody dans Charley et l'Ange (1973).

- 1971 : Un singulier directeur (The Barefoot Executive) de Robert Butler : Steven Post
- 1971 : Le Rendez-vous des dupes (Fools' Parade) de Andrew V. McLaglen : Johnny Jesus
- 1972 : Pas vu, pas pris (Now You See Him, Now You Don't) de Robert Butler : Dexter Riley
- 1973 : Charley et l'Ange (Charley and the Angel) de Vincent McEveety : Ray Ferris
- 1973 : Superdad de Vincent McEveety : Bart
- 1975 : L'Homme le plus fort du monde (The Strongest Man in the World) de Vincent McEveety : Dexter Riley

#### Années 1980
- 1980 : La Grosse Magouille (Used Cars) de Robert Zemeckis : Rudolph « Rudy » Russo
- 1981 : New York 1997 (Escape from New York) de John Carpenter : Snake Plissken
- 1981 : Rox et Rouky de Ted Berman, Richard Rich et Art Stevens : Rouky (voix)
- 1982 : The Thing de John Carpenter : R. J. MacReady
- 1983 : Le Mystère Silkwood (Silkwood) de Mike Nichols : Drew Stephens
- 1984 : Swing Shift, de Jonathan Demme : Mike « Lucky » Lockhart
- 1985 : Un été pourri (The Mean Season) de Phillip Borsos : Malcolm Anderson
- 1986 : Les Aventures de Jack Burton dans les griffes du Mandarin (Big Trouble in Little China) de John Carpenter : Jack Burton
- 1986 : La Dernière Passe (The Best of Times) de Roger Spottiswoode : Reno Hightower
- 1987 : Un couple à la mer (Overboard) de Garry Marshall : Dean Proffitt
- 1988 : Tequila Sunrise de Robert Towne : Nicholas « Nick » Frescia
- 1989 : L'Étranger du froid (Winter People) de Ted Kotcheff : Wayland Jackson
- 1989 : Tango et Cash (Tango & Cash) d'Andreï Kontchalovski : Gabriel « Gabe » Cash

#### Années 1990
- 1991 : Backdraft de Ron Howard : le lieutenant Stephen « Bull » McCaffrey / le capitaine Dennis McCaffrey (au début)
- 1992 : Obsession fatale (Unlawful Entry) de Jonathan Kaplan : Michael Carr
- 1992 : Captain Ron de Thom Eberhardt : Captain Ron
- 1993 : Tombstone de George P. Cosmatos : Wyatt Earp
- 1994 : Stargate, la porte des étoiles (Stargate) de Roland Emmerich : le colonel Jonathan « Jack » O'Neil
- 1996 : Ultime décision (Executive Decision) de Stuart Baird : le docteur David Grant
- 1996 : Los Angeles 2013 (Escape from Los Angeles) de John Carpenter : Snake Plissken
- 1997 : Breakdown de Jonathan Mostow : Jeffrey « Jeff » Taylor
- 1998 : Soldier de Paul W. S. Anderson : Todd

#### Années 2000
- 2001 : Destination : Graceland (3000 Miles from Graceland) de Demian Lichtenstein : Michael Zane
- 2001 : Vanilla Sky de Cameron Crowe : le docteur McCabe
- 2002 : Interstate 60 de Bob Gale : le capitaine Ives
- 2003 : Dark Blue de Ron Shelton : Eldon Perry
- 2004 : Miracle de Gavin O'Connor : Herb Brooks
- 2004 : Jiminy Glick in Lalawood de Vadim Jean : lui-même
- 2005 : Dreamer de John Gatins : Ben Crane
- 2005 : L'École fantastique (Sky High) de Mike Mitchell : Steve Stronghold / The Commander
- 2006 : Poséidon de Wolfgang Petersen : Robert Ramsey
- 2007 : Boulevard de la mort (Death Proof) de Quentin Tarantino : Stuntman Mike (en français « Mike le cascadeur »)

#### Années 2010
- 2012 : Touchback de Don Handfield (en) : l’entraineur Hand
- 2013 : The Art of the Steal de Jonathan Sobol (en) : « Crunch » Calhoun
- 2015 : Fast and Furious 7 (Furious 7) de James Wan : M. Personne
- 2015 : Bone Tomahawk de S. Craig Zahler : le shérif Franklin Hunt
- 2015 : Les Huit Salopards (The Hateful Eight) de Quentin Tarantino : John Ruth "le Bourreau"
- 2016 : Deepwater (Deepwater Horizon) de Peter Berg : Jimmy Harrell
- 2017 : Fast and Furious 8 (The Fate of the Furious) de F. Gary Gray : M. Personne
- 2017 : Les Gardiens de la Galaxie Vol. 2 (Guardians of the Galaxy Vol. 2) de James Gunn : Ego la Planète Vivante
- 2018 : Les Chroniques de Noël (The Christmas Chronicles) de Clay Kaytis : le Père Noël
- 2019 : Crypto de John Stalberg Jr. : Martin Duran Sr.
- 2019 : Once Upon a Time... in Hollywood de Quentin Tarantino : Randy Lloyd / le narrateur

#### Années 2020
- 2020 : Les Chroniques de Noël 2 (The Christmas Chronicles 2) de Chris Columbus : le Père Noël
- 2021 : Fast and Furious 9 (F9) de Justin Lin : M. Personne
- 2025 : The Rivals of Amziah King d'Andrew Patterson
- 2025 : Les Schtroumpfs, le film (Smurfs) de Chris Miller

### Télévision

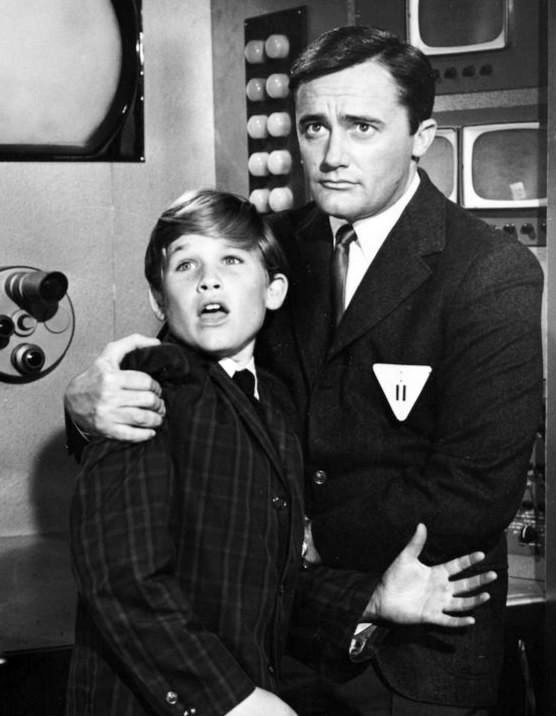
Kurt Russell aux côtés de Robert Vaughn dans la série Des agents très spéciaux (1964).

#### Téléfilms
- 1975 : The Deadly Tower de Jerry Jameson
- 1975 : La Recherche des dieux de Jud Taylor
- 1979 : Le Roman d'Elvis de John Carpenter : Elvis Presley (téléfilm sorti en salles en France)

#### Séries télévisées
- 1962 : Denis la petite peste : Kevin (non crédité)
- 1962 : The Dick Powell Show (en) : Boy / Vernon
- 1963 : Sam Benedict (en) : Knute
- 1963-1964 : Les Voyages de Jaimie McPheeters : Jaimie McPheeters
- 1964 : Des agents très spéciaux : Christopher Larson
- 1964 : Le fugitif  (Saison 2, épisode 5 : Nemesis) : Le fils du Lieutenant Gerard
- 1965 : Perdus dans l'espace : Saison 1, épisode The Challenge (Quano)
- 1965-1969 : Daniel Boone : William Craig / Mathew / Jed / Paul / Nathan (5 épisodes)
- 1965 : Le Virginien (Saison 3, épisode 8) : Toby (saison 4, épisode 1) : Andy Denning
- 1976 : Sur la piste des Cheyennes : Morgan Beaudine (15 épisodes)
- 2021-2023 : What If...? : Ego la Planète Vivante
- 2023 : Monarch Legacy of Monsters : Lee Shaw âgé
- 2025 : The Madison : Une histoire de Yellowstone

### Jeux vidéo
- 2006 : Rule of Rose : le narrateur (en version originale)

## Distinctions

### Nominations
- 1979 : nomination au Primetime Emmy Award du meilleur acteur dans une mini-série ou un téléfilm pour Le Roman d'Elvis de John Carpenter
- 1983 : nomination au Golden Globe du meilleur acteur dans un second rôle pour Le Mystère Silkwood de Mike Nichols

## Voix francophones
En France, et jusqu'au début des années 1990, plusieurs comédiens se sont succédé pour le doubler dans ses premières apparitions. François Leccia l'a doublé dans L'Ordinateur en folie et dans certains épisodes de Sur la piste des Cheyennes ; Emmanuel Jacomy le remplace dans cette dernière et le reprend dans Tequila Sunrise et Tango et Cash, tandis que Patrick Floersheim le double à quatre reprises dans Le Roman d'Elvis, New York 1997, The Thing et Un couple à la mer. Richard Darbois l'a doublé dans Pas vu, pas pris, Captain Ron et Tombstone et Edgar Givry dans L'Étranger du froid et Obsession fatale. Il avait également été doublé par Joël Martineau dans La Grosse Magouille, Yves Rénier dans Le Mystère Silkwood, Georges Caudron dans Swing Shift, Hervé Bellon dans Un été pourri, Michel Vigné dans Les Aventures de Jack Burton dans les griffes du Mandarin et Patrick Poivey dans La Dernière Passe
Philippe Vincent est aujourd'hui sa voix française régulière et l'a doublé à 22 reprises depuis le film Backdraft en 1991. Il a été remplacé à quelques reprises : d'abord par Bernard-Pierre Donnadieu dans Stargate, la porte des étoiles en 1994, puis par Robert Guilmard dans Miracle en 2004, Jacomy l'a retrouvé dans L'École fantastique en 2005, Jacques Frantz l'a doublé dans Boulevard de la mort en 2007 et Gérard Rouzier dans Crypto en 2019.
Au Québec, Jean-Luc Montminy était la voix québécoise régulière de l'acteur. Pierre Auger l'a doublé dans Dangereux 7 et Les Gardiens de la Galaxie Vol. 2, Guy Nadon dans Duel au soleil et La Porte des étoiles, tandis que Marc Bellier l'a doublé dans Un singulier directeur.
Versions françaises
Philippe Vincent dans Backdraft, Ultime Décision, Los Angeles 2013, Vanilla Sky, Poséidon, saga Fast and Furious, Bone Tomahawk, Les Huit Salopards, Deepwater, Les Gardiens de la Galaxie Vol. 2, Les Chroniques de Noël (1 et 2), Once Upon a Time… in Hollywood, etc.
Versions québécoises
- Jean-Luc Montminy dans Duo de choc, Décision au sommet, Panne fatale, Un ciel couleur vanille, Sky High : École des Super-Héros, Poséidon, À l'épreuve de la mort, Deepwater, Le Destin des Dangereux, Il était une fois à... Hollywood[6], etc.